# Seweryn Gancarczyk
Seweryn Gancarczyk (uitspraak: [sɛˈvɛrɨn ganˈt͡sartʂɨk], ong. severin gantsartjek ["g" als in zakdoek]) (Dębica, 22 november 1981) is een Poolse profvoetballer.

## Clubcarrière
Gancarczyk is een verdediger die van 2002 tot 2009 in de Vysjtsja Liha (Oekraïne) voetbalde. Hij kwam achtereenvolgens uit voor Arsenal Kiev, Volyn Lutsk, Arsenal Kiev en Metalist Charkov. In 2009 keerde hij terug in eigen land om te gaan spelen voor Lech Poznań.

## Interlandcarrière
Gancarczyk speelde zijn eerste interland op 2 mei 2006 tegen Litouwen. Hij maakte eerder verrassend deel uit van de Poolse selectie voor het WK voetbal 2006 en speelde zeven interlands in de periode 2006-2009, waarin hij niet tot scoren kwam.

## Statistieken

### Carrière
| seizoen                 | club                    | land                    | competitie    | duels | goals |
| ----------------------- | ----------------------- | ----------------------- | ------------- | ----- | ----- |
| 2002-2003               | Arsenal Kiev            | Oekraïne                | Vysjtsja Liha | 1     | 0     |
| 2003-2004               | Volyn Lutsk             | Oekraïne                | Vysjtsja Liha | 8     | 0     |
| 2004-2005               | Volyn Lutsk             | Oekraïne                | Vysjtsja Liha | 11    | 0     |
| 2004-2005               | Arsenal Kiev            | Oekraïne                | Vysjtsja Liha | 13    | 0     |
| 2005-2006               | Arsenal Kiev            | Oekraïne                | Vysjtsja Liha | 4     | 1     |
| 2005-2006               | Metalist Charkov        | Oekraïne                | Vysjtsja Liha | 9     | 1     |
| 2006-2007               | Metalist Charkov        | Oekraïne                | Vysjtsja Liha | 25    | 3     |
| 2007-2008               | Metalist Charkov        | Oekraïne                | Vysjtsja Liha | 26    | 1     |
| 2008-2009               | Metalist Charkov        | Oekraïne                | Vysjtsja Liha | 23    | 2     |
| 2009-2010               | Metalist Charkov        | Oekraïne                | Vysjtsja Liha | 1     | 0     |
| 2009-2010               | Lech Poznań             | Polen                   | Ekstraklasa   | 23    | 0     |
| 2010-2011               | Lech Poznań             | Polen                   | Ekstraklasa   | 9     | 0     |
| Bijgewerkt 2 maart 2011 | Bijgewerkt 2 maart 2011 | Bijgewerkt 2 maart 2011 | Totaal        |       |       |

### Interlands
| WK-statistieken              | Club             | Positie    | W |   |   | Goal | A |   |   |   |
| ---------------------------- | ---------------- | ---------- | - | - | - | ---- | - | - | - | - |
| Polen op het WK voetbal 2006 | Metalist Charkov | Verdediger | 0 | 0 | 0 | 0    | 0 | 0 | 0 | 0 |